# العلاقات الإسواتينية الإندونيسية
العلاقات الإسواتينية الإندونيسية هي العلاقات الثنائية التي تجمع بين إسواتيني وإندونيسيا.

## مقارنة بين البلدين
هذه مقارنة عامة ومرجعية للدولتين:
| وجه المقارنة                                              | إسواتيني                                   | إندونيسيا         |
| --------------------------------------------------------- | ------------------------------------------ | ----------------- |
| المساحة (كم2)                                             | 17.36 ألف                                  | 1.90 مليون        |
| عدد السكان (نسمة)                                         | 1.37 مليون                                 | 263.99 مليون      |
| الكثافة السكانية (ن./كم²)                                 | 78.92                                      | 138.94            |
| العاصمة                                                   | لوبامبا، مبابان                            | جاكرتا            |
| اللغة الرسمية                                             | لغة إنجليزية، لغة سوازي                    | اللغة الإندونيسية |
| العملة                                                    | ليلانغيني سوازيلندي                        | روبية إندونيسية   |
| الناتج المحلي الإجمالي (بليون دولار)                      | 4.41 مليار                                 | 1.02 تريليون      |
| الناتج المحلي الإجمالي (تعادل القوة الشرائية) بليون دولار | 11.13 مليار                                | 2.85 تريليون      |
| الناتج المحلي الإجمالي الاسمي للفرد دولار أمريكي          | 3.20 ألف                                   | 3.35 ألف          |
| الناتج المحلي الإجمالي للفرد دولار أمريكي                 | 8.29 ألف                                   | 10.52 ألف         |
| مؤشر التنمية البشرية                                      | 0.531                                      | 0.684             |
| رمز المكالمات الدولي                                      | +268                                       | +62               |
| رمز الإنترنت                                              | .sz                                        | .id               |
| المنطقة الزمنية                                           | التوقيت القياسي لجنوب أفريقيا، ت ع م+02:00 |                   |

## منظمات دولية مشتركة
يشترك البلدان في عضوية مجموعة من المنظمات الدولية، منها:
| علم المنظمة | اسم المنظمة                               | تاريخ انضمام إسواتيني | تاريخ انضمام إندونيسيا |
| ----------- | ----------------------------------------- | --------------------- | ---------------------- |
|             | مؤسسة التنمية الدولية                     | 22 سبتمبر 1969        | 20 أغسطس 1968          |
|             | يونسكو                                    | 25 يناير 1978         | 27 مايو 1950           |
|             | وكالة ضمان الاستثمار متعدد الأطراف        | 18 أبريل 1990         | 12 أبريل 1988          |
|             | الأمم المتحدة                             | 24 سبتمبر 1968        | 28 سبتمبر 1950         |
|             | الاتحاد البريدي العالمي                   | ?                     | ?                      |
|             | البنك الدولي للإنشاء والتعمير             | 22 سبتمبر 1969        | 13 أبريل 1967          |
|             | الاتحاد الدولي للاتصالات                  | 11 نوفمبر 1970        | 1949                   |
|             | منظمة حظر الأسلحة الكيميائية              | ?                     | ?                      |
|             | مؤسسة التمويل الدولية                     | 22 سبتمبر 1969        | 23 أبريل 1968          |
|             | المركز الدولي لتسوية المنازعات الاستشارية | 14 يوليو 1971         | 28 أكتوبر 1968         |
|             | منظمة التجارة العالمية                    | ?                     | ?                      |
|             | منظمة الشرطة الجنائية الدولية             | ?                     | 5 أكتوبر 1954          |

## وصلات خارجية
- موقع وزارة الخارجية الإندونيسية